# Kim Chang-min (Curler)
Kim Chang-min (Hangul:김창민, Hanja:金昌珉; * 4. September 1985 in Uiseong) ist ein südkoreanischer Curler. Er spielt auf der Position des Skip.

## Karriere
Zu Beginn seiner Karriere war Kim bei der Juniorenpazifikmeisterschaft sehr erfolgreich. 2005 gewann er den Wettbewerb als Third im südkoreanischen Team von Kim Soo-hyuk. 2006 spielte er als Skip und errang die Bronzemedaille; ein Jahr später die Silbermedaille. Nach dem Sieg 2005 spielte das Team bei der Juniorenweltmeisterschaft und wurde dort Vierter; es folgten ein achter (2006) und ein fünfter Platz (2007). 2011 gewann er mit seinem Team den Curling-Wettbewerb der Winter-Universiade.
Kims größter Erfolg auf internationaler Ebene ist der Gewinn der Goldmedaille mit dem südkoreanischen Team bei der Pazifik-Asienmeisterschaft 2017. Er gewann das Finale gegen China (Skip: Zou Dejia) mit 9:8. Es war seine fünfte Teilnahme an dem Wettbewerb, bei dem sich die Bestplatzierten für die Weltmeisterschaft qualifizieren. Vor der Goldmedaille konnte er bereits zweimal die Bronzemedaille gewinnen (2009 und 2011).
Durch den Sieg bei der Pazifik-Asienmeisterschaft 2017 war Kim mit seinem Team für die Weltmeisterschaft 2018 in Las Vegas qualifiziert. Bei seiner ersten WM verpasste er durch eine Niederlage gegen die schottische Mannschaft um Bruce Mouat im Spiel um Platz 3 eine Medaille.
Kim und seine Teamkollegen (Third: Seong Se-hyeon, Second: Oh Eun-su, Lead: Lee Ki-bok, Alternate: Kim Min-chan) vertraten Südkorea bei den Olympischen Winterspielen 2018 im Heimatland. Nach vier Siegen und fünf Niederlagen in der Round Robin kamen sie auf den siebten Platz.
Kim spielt mit seinem Team auf der World Curling Tour und konnte dort bislang zwei Wettbewerbe gewinnen (Original 16 WCT Bonspiel 2013 und KKP Classic 2016).